# Turneja Bižuterija
Turneja Bižuterija prva je samostalna koncertna turneja hrvatske pop pjevačice Jelene Rozge. Turnejom je promoviran album Bižuterija (2011). 
Turneja je započeta 21. listopada 2010. u Zadru, a završila je 9. studenoga 2012. koncertom u Sarajevu u Skenderiji.

## Pozadina
Jelenin drugi studijski album Bižuterija objavljen je u siječnju 2011. godine. Na albumu su se našli brojni hitovi uključujući pjesme Svega ima al' bi još, Daj šta daš, Rodit ću ti 'ćer i sina i Bižuterija, ujedno naslovna pjesma i najveći hit s albuma. Album je ostvario veliki komercijalni uspjeh. Završio je na prvom mjestu službene liste prodaje albuma, i samo mjesec dana nakon objave, album je prodan u 15000 primjeraka. Praćeno uspjehom pjesme i albuma Bižuterija, Jelena je započela svoju prvu dvoransku turneju.

## Turneja
Turneja Bižuterija započela je prije službene objave istoimenog albuma. Jelena je 2010. godine na Splitskom festivalu predstavila pjesmu Bižuterija. Bižuterija je vrlo brzo ostvarila veliki komercijalni uspjeh. Praćeno uspjehom pjesme, održan je i prvi Jelenin dvoranski koncert i to u dvorani Krešimira Ćosića (popularno Višnjik) u Zadru. Nakon Višnjika, došao je na red Split kojim je Jelena postala prva pjevačica koja je napunila Spaladium Arenu.  Nakon Splita, održani su koncerti u ostalim većim gradovima u regiji, a turneja je završena koncertom u sarajevskoj Skenderiji.
Jelena je na koncertima izvodila pjesme iz samostalne karijere i pjesme iz vremena u Magazinu. Na koncertima je imala glazbene goste iznenađenja. Tako su joj kao gosti u Zadru bili Dražen Zečić, Jole i klapa Iskon, a u Splitu Severina, Jole i Željko Samardžić. Nadalje, u Zagrebu su gosti bili Jole, klapa Kampanel i Crvena jabuka dok su u Sarajevu gosti bili Halid Bešlić, Petar Grašo i Mirza Šoljanin. Uz glazbene goste, Jelenu su na pozornici pratile plesačice. Tako ju je u Sarajevu pratila plesna skupina Pulsar, koreografkinje Kristine Đanić. Kostime za koncerte osmislio je modni dvojac ELFS.

## Komercijalni uspjeh i kritike
Turneja je ostvarila značajan komercijalni uspjeh. Koncerti su bili rasprodani nekoliko dana unaprijed
. Već se prvi koncert u zadarskom Višnjiku pokazao komercijalno uspješnim s publikom od pet tisuća ljudi. Koncertom u Spaladium areni pred 12.000 postala je prva žena koja je rasprodala navedenu dvoranu. Posljednji koncert u okviru turneje, dvije godine nakon početka iste, održan je u sarajevskoj Skenderiji i to pred deset tisuća ljudi.
Koncerti su naišli i na pozitivne kritike. Tako je portal Index.hr u objavi o koncertu Ciboni pohvalio Jelenine vokalne sposobnosti, energiju na pozornici i odnos s publikom.

## Set lista
Ovo je set lista koncerta održanog 15. travnja, 2010. godine u Zagrebu. Ne predstavlja set listu svih koncerata koji su se održali tijekom turneje. 
1. Bižuterija
2. Ako poludim
3. Rodit ću 'ćer i sina
4. Ljube se dobri, loši i zli
5. Roza boja
6. Roba s greškom
7. Oprosti mala
8. Gospe moja
9. Karantena
10. Grizem
11. Tri sam ti zime šaptala ime
12. Minus i plus
13. Kokolo
14. Oko moje sanjivo
15. Sve bi seke ljubile mornare
16. Kad u vojsku pođeš
17. Ti si želja mog života
18. Ginem
19. Ona ili ja
20. Suze biserne
21. Idi i ne budi ljude
22. Kad bi bio blizu
23. Sad il' nikad
24. Ne tiče me se
25. Ostavit ću svitlo
26. Minut srca tvog
27. Svega ima al' bih još
28. Da li znaš da te ne volim
29. Dani su bez broja
30. Daj šta daš
31. Bižuterija

## Datumi i mjesta koncerata
| #     |                     |          |                     |                          |
| Datum | Grad                | Država   | Mjesto              |                          |
| 1.    | 21. listopada 2010. | Zadar    | Hrvatska            | Višnjik                  |
| 2.    | 11. veljače 2011.   | Split    | Hrvatska            | Spaladium Arena          |
| 3.    | 15. travnja 2011.   | Zagreb   | Hrvatska            | Cibona                   |
| 4.    | 23. lipnja 2011.    | Osijek   | Hrvatska            | Tvrđa                    |
| 5.    | 11. studenoga 2011. | Beograd  | Srbija              | Sava Centar              |
| 6.    | 21. studenoga 2011. | Novi Sad | Srbija              | Srpsko narodno pozorište |
| 7.    | 9. studenoga 2012.  | Sarajevo | Bosna i Hercegovina | Skenderija               |

## Snimak koncerta
Jelena je pred koncert u zagrebačkoj Ciboni objavila dokumentarac Hodam na prstima. 
U navedenom dokumentarcu predstavljen je razvoj Jelenine karijere od glazbenog natjecanja 1992. pa sve do koncerta u Spaladium Areni. Također, predstavljeni su dijelovi koncerta u Spaladium areni. Ipak, koncertni album nikad nije objavljen, iako su snimci s koncerata u Zadru i Splitu korišteni za spotove za pjesme Bižuterija i Ona ili ja. 